# Allium maximowiczii
Allium maximowiczii — вид рослин з родини амарилісових (Amaryllidaceae); поширений у північно-східній і східній Азії.

## Опис
Цибулина  як правило, одиночна або парна, рідко скупчена; зовнішня оболонка сіра або жовтувато-коричнева. Листків 1 або 2, коротші від стеблини, у перерізі від півкруглих до круглих, гладкі. Стеблина 20–40(70) см, вкрита листовими піхвами на 1/3–1/2 довжини, гладка. Зонтик півсферичний, густо багатоквітковий. Оцвітина трояндово-рожева або темно-рожева; сегменти з червоними, тонкими серединним жилками, довгасто-ланцетні, 5–7 мм, верхівка гостра. 2n = 16. Період цвітіння: липень.

## Поширення
Поширення: Монголія, Північна Корея, Японія, Китай — Хейлунцзян, Цзілінь, Внутрішня Монголія, Росія — східний Сибір, Далекий Схід.
Цей вид зазвичай трапляється на вологих луках, уздовж річок, на узліссях та заболочених землях.

## Використання
Використовують як столовий овоч і джерело вітамінів.